# Elecciones regionales atípicas de Valle del Cauca de 2012
En las elecciones regionales atípicas de Valle del Cauca de 2012, se eligió de manera atípica al Gobernador en propiedad del departamento de Valle del Cauca, luego de que el mandatario electo, Héctor Fabio Useche fuera suspendido de su cargo por la Contraloría General de la República. El Gobierno Nacional, previo concepto del Consejo de Estado, resolvió que dicha vacancia era permanente, por lo que convocó al proceso de elecciones atípicas, calculado en un valor de 32.000 millones de pesos.
Las elecciones se llevaron a cabo el 1 de julio de 2012 y resultó elegido Ubeimar Delgado quien ostentó el cargo de gobernador del Valle del Cauca hasta el 31 de diciembre de 2015.

## Antecedentes
El 30 de octubre de 2011 se llevaron a cabo elecciones de autoridades locales en todo el territorio colombiano, en la que se eligieron, entre otros cargos, Gobernadores de los 32 departamentos. Por el Valle del Cauca resultó elegido Héctor Fabio Useche, exsecretario de Salud Departamental durante el gobierno de Juan Carlos Abadía y quien se presentó como candidato del Movimiento de Inclusión y Oportunidades. Desde antes de posesionarse, Useche ya tenía en curso varios procesos fiscales, disciplinarios y judiciales que ponían en duda su gobernabilidad, entre otros un escándalo por un proceso de contratación de cirugías bariátricas, por lo que muchos sectores políticos e industriales pronosticaban su pronta destitución.
Fue al Contraloría General de la República la que en un fallo ratificado en segunda instancia del 30 de marzo de 2011 lo suspendió indefinidamente de su cargo, al hallarlo responsable junto con otras 17 personas de un detrimento patrimonial de más de 40.000 millones de pesos por la contratación irregular de la distribución de los productos de la Industria de Licores del Valle, de la cual Useche hacía parte de la Junta Directiva que aprobó dicha contratación. Debido a que era incierto si la suspensión implicaba la inhabilidad permanente para seguir en el cargo, el Gobierno Nacional pidió un concepto al Consejo de Estado, el cual resolvió que la inhabilidad era sobreviniente, y que por lo tanto así repusiera el dinero del cual fue responsable de su detrimento, no podría continuar como Gobernador.
En consecuencia el Gobierno Nacional nombró en encargo a Aurelio Iragorri Valencia, quien ejerció como gobernador durante el mes de abril. El 1 de mayo el Gobierno anunció elecciones atípicas y procedió a encargar a Adriana Carabalí, de una terna presentada por el Movimiento de Inclusión y Oportunidades, que respaldó la candidatura de Useche.

## Candidaturas
Desde que se conoció la suspensión de Useche se comenzaron a proponer nombres al primer cargo departamental, ya que el Valle del Cauca ha sufrido una crisis de gobernabilidad donde los dos últimos mandatarios electos no pudieron terminar su periodo y a raíz de esto el Valle del Cauca ha tenido seis Gobernadores en menos de dos años. Por tal razón se convocaron a sectores políticos así como industriales y líderes de opinión para escoger candidatos.
Se comenzó a especular sobre una eventual candidatura de Gustavo Álvarez Gardeazábal, exgobernador del Valle, también destituido pero por ser hallado culpable de enriquecimiento ilícito. Después de pagar una condena de cárcel se ha dedicado a trabajar en la radio en el programa de opinión La Luciérnaga de Caracol Radio. A raíz del éxito que ha tenido por su participación en él, se ha vuelto un referente obligado para la política vallecaucana. Algunas personas le sugirieron que el no tenía inhabilidad para volver a postularse a la gobernación, pero este finalmente desistió argumentando problemas de salud.

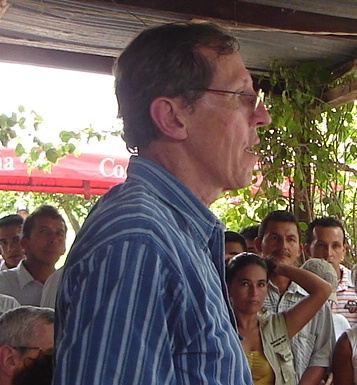
Navarro Wolff

Igualmente, se habló de otra personalidad de reconocimiento nacional como Antonio Navarro Wolff; exgobernador de Nariño, su último cargo público hasta antes de que su nombre sonara como candidato fue Secretario de Gobierno de Bogotá durante los primeros meses de la alcaldía de Gustavo Petro. Fue considerado por sectores de centro y de izquierda, y se buscó darle aval por el Movimiento Progresistas; pero este declinó rápidamente argumentando las mismas razones personales por las que renunció a su cargo en la capital. Posteriormente, Navarro anunció que apoya el voto en blanco:

"Los candidatos que hay no nos dan garantías de buen gobierno, no nos dan garantía de transparencia, de resultados" (...) "Lo que sí puedo decir es que si votamos por los que están, vamos a tener un mal gobierno, eso está garantizado, evitémoslo"
Antonio Navarro Wolff, en su visita a Cali el 26 de junio.

### Unidad Vallecaucana

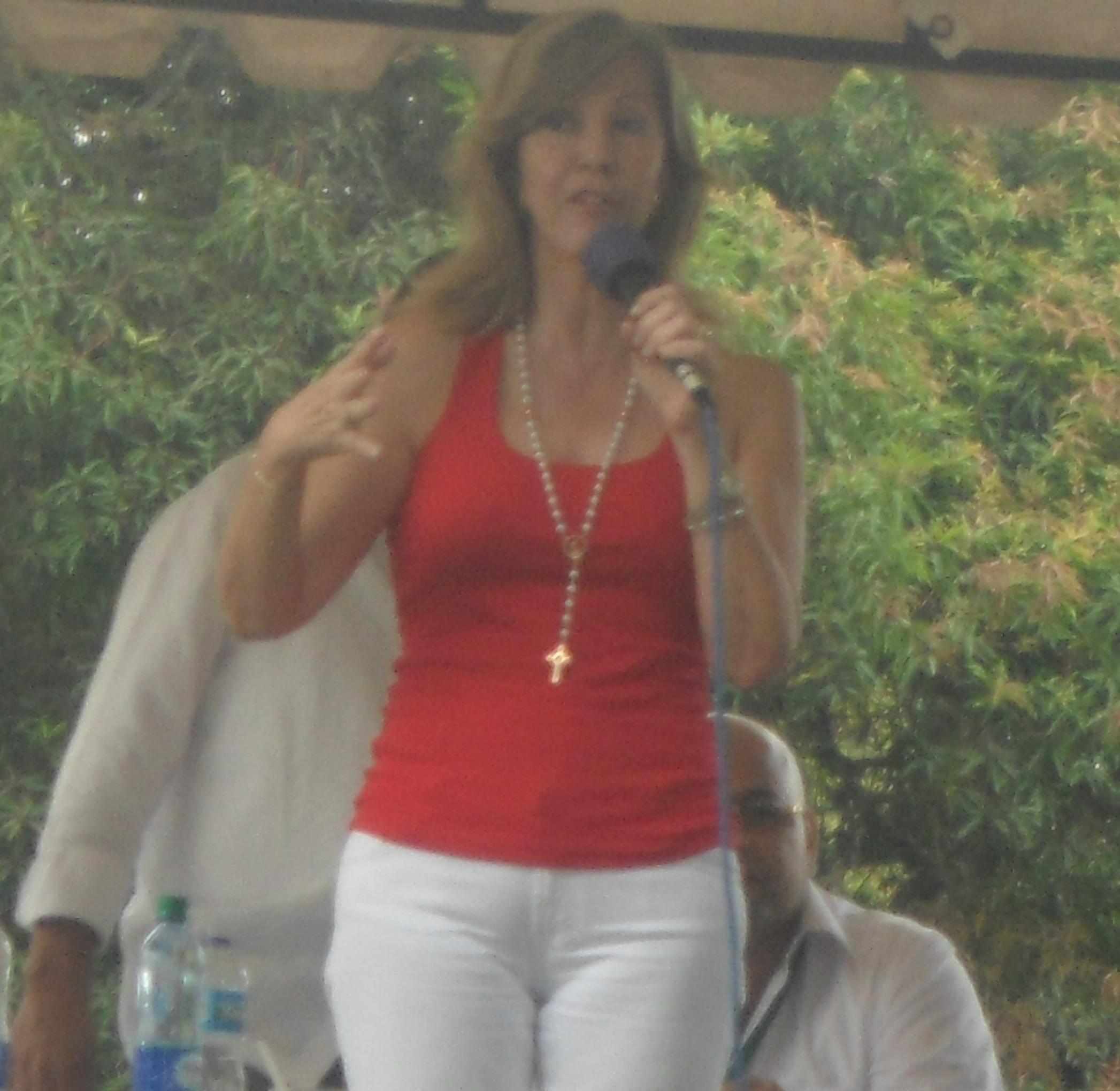
Dilian Francisca

Los congresistas del Valle del Cauca, liderados por Dilian Francisca Toro y Roy Barreras acordaron proponer un único candidato que tuviera el respaldo de los partidos de la llamada Unidad Nacional para así consolidar los votos de sus maquinarias políticas y no volver a perder la gobernación, como sucedió en el anterior proceso donde la Unidad Nacional se dividió entre Jorge Homero Giraldo y Ubeimar Delgado. Para esta elección interna de candidato, se presentaron las siguientes personas:
Ubeimar Delgado, exsenador y candidato en las pasadas elecciones, ocupando el tercer puesto con más de 190.000 votos. Logró obtener el favor de la Unidad Nacional y se inscribió a nombre de la llamada 'Unidad Vallecaucana'; una coalición conformada por el Partido Conservador, el Partido Liberal, el Partido de la U, la Alianza Social Independiente, Cambio Radical, Partido Verde y el movimiento Autoridades Indígenas de Colombia.
A pesar de que Delgado ha intentado mostrarse como un candidato sin ataduras políticas y sin responsabilidad en las anteriores administraciones, diferentes personas, entre ellas el excongresista del Partido de la U, Luis Elmer Arenas aseguran que Delgado si tuvo pactos con el polémico exsenador Juan Carlos Martínez Sinisterra y cuotas burocráticas durante el corto gobierno de Héctor Fabio Useche.
Es el único de los tres candidatos que no tiene título profesional, a pesar de que cuando fue Congresista afirmaba ser abogado de la Universidad Libre de Colombia. Luego de la controversia suscitada por su real formación académica, Delgado admitió que el no tenía formación universitaria. El exconcejal de Cali y representante del Partido de Integración Nacional Édison Bióscar presentó una demanda por falsedad en documento público, ya que según él, Delgado se había presentado como abogado de la Universidad Libre de Colombia, sin ostentar este título.
Los otros precandidatos fueron:
- Jorge Homero Giraldo: Candidato derrotado en las pasadas elecciones regionales, perdió por un muy estrecho margen contra Useche. Debido a que tuvo el respaldo no sólo del Partido Liberal, sino del Partido de la U y de la Alianza Social Independiente y que conquistó más de 410.000 votos, se pensaba que iba a ser seleccionado nuevamente como candidato de la llamada 'Unidad Nacional'. Al ser derrotado por Delgado en la elección de precandidato, quedó designado como su jefe de debate.
- Milton Castrillón: exconcejal de Cali y candidato derrotado en las pasadas elecciones para la Alcaldía de Cali. Su caudal electoral de 150.000 votos lo hicieron pensar en lanzarse a la gobernación sin el respaldo de la Unidad Nacional y buscar apoyo en los partidos políticos controlados por Juan Carlos Martínez Sinisterra, pero desistió de ello respaldando al candidato de la Unidad Nacional. Sin embargo aseguran que aunque oficialmente apoya a Delgado, de manera oculta apoya a su contendor, Francined Cano.[15]
- Sigifredo López: excandidato a la Alcaldía de Cali en el 2011, recordado por ser el único sobreviviente del secuestro de los 12 diputados del Valle del Cauca, el 11 de abril de 2002.
- Francined Cano Ramírez: excandidato a la Cámara de Representantes por el Partido de la U y cuota burocrática de Dilian Francisca Toro. Al no sentir respaldo a su aspiración presentó su renuncia formal como simpatizante de La U y buscó aval donde quedara disponible.
- Ricardo Cobo Lloreda: exalcalde de Cali, muy cuestionado por acusaciones de corrupción. Estuvo fuera del país por muchos años, y hace poco regresó con intenciones de volver a hacer política. Al final, se apartó de la elección de precandidato.
- Griselda Yaneth Restrepo: de origen liberal, se propuso como candidata por la Unidad Nacional. Al no obtener el  respaldo de esta, desistió.
- Luis Fernando Cruz: exgobernador encargado del Valle del Cauca. Reconocido empresario y líder industrial de la región.
- Camilo Montenegro
- Guillermo Ulloa
- Álvaro José Correa: Empresario
- Fernando Garcés: Empresario

Varios de los precandidatos se apartaron de la decisión final, acusando a los congresistas que no habían deliberado nada, pues el candidato (Ubéimar Delgado) ya había sido escogido desde días atrás.

### Movimiento de Inclusión y Oportunidades
Una de las primeras personas postuladas para la gobernación por este movimiento fue Eliana Salamanca, cuota burocrática de Juan Carlos Martínez Sinisterra en la pasada alcaldía de Jorge Iván Ospina y quien no alcanzó a participar en el gobierno de Useche, por lo que su nombre no generaba tanta resistencia entre la opinión pública, a pesar de que su gestión como Secretaria de Gobierno en la Alcaldía de Cali fue bastante cuestionada.
También se especuló que el Partido PIN, el Movimiento MIO y el Movimiento Afrovides, todos cercanos al polémico exsenador Juan Carlos Martínez Sinisterra, condenado por Parapolítica, aprovecharían la disidencia de Milton Castrillón de la Unidad Nacional para ofrecerle su aval. Castrillón, que había participado inicialmente de la deliberación de los congresistas, se apartó de la decisión final, y en conversaciones con Martínez Sinisterra se rumoró sería el candidato del mismo movimiento del suspendido gobernador. Castrillón ya había recibido el respaldo del grupo político de Martínez en su aspiración por la Alcaldía de Cali en las pasadas elecciones locales. Sin embargo, Castrillón podría quedar inhabilitado por doble militancia, por lo que finalmente el aval de los movimientos liderados por Martínez Sinisterra fue finalmente para Francined Cano Ramírez, excandidato a la Cámara de Representantes por el Partido de la U, quien también se apartó de la decisión de la Unidad Nacional y aprovechó la disidencia de ciertos sectores de los partidos Liberal, Conservador y Cambio Radical, y que los partidos controlados por Martínez Sinisterra no habían definido candidato propio. En esta otra coalición también están simpatizantes del exalcalde Jorge Iván Ospina con su movimiento 'Podemos Cali'.
Francined Cano Ramírez es hijo del diputado del Valle y exconcejal de Buga Francined Cano Brito, quien aseguró que renunciaría a su investidura de diputado en caso de que su hijo resulte electo. Cano Ramírez ya ha aspirado a dos cargos de elección popular, y su única experiencia en cargos públicos ha sido como Funcionario de Caprecom y Coopsalud EPS, ambas entidades en liquidación. Ha sido llamado además 'el nuevo Useche' haciendo referencia al aval del movimiento político controlado por Juan Carlos Martínez Sinisterra.
La candidatura de Francined Cano fue demandada, acusándolo de doble militancia; toda vez que él recibió los avales del Partido de la U para su candidatura a la Alcaldía de Buga en el 2007, y a la Cámara de Representantes en las elecciones legislativas de Colombia de 2010; a pesar de que en ninguna de las dos resultó elegido, puede incurrir en doble militancia si un año antes de recibir el aval de otro partido ha ocupado algún cargo directivo en su anterior colectividad. Para este efecto, el Consejo Nacional Electoral le solicitó al Partido de la U una certificación de los cargos ocupados por Cano a nombre de esa organización; después de hacer la verificación, negó la solicitud de nulidad.
Al margen de su demanda de doble militancia, su contendor Carlos Arbey González ha señalado que Francined Cano no tiene coherencia ideológica al pasar de un partido al otro en menos de 20 días solo por buscar un aval. Cano señaló que su cambio de partido se debió a la necesidad de conseguir un aval que le permitiera su candidatura a la gobernación, y ha reiterado en diversos escenarios que el no gobernará con su partido

#### Acusaciones de guerra sucia
La campaña de Cano intentó usar una grabación en la que Dilian Francisca Toro elogiaba al candidato como material publicitario; esta grabación se emitió a modo de cuña en varias emisoras del Valle hasta que la misma Senadora Toro presentó una queja ante el  Tribunal Seccional de Garantías y Vigilancia Electoral, aduciendo que dicha grabación correspondía a la campaña a la Cámara de Representantes de hace dos años, donde ella apoyaba a Francined Cano, y que no venía a lugar porque su apoyo era ahora para Ubeimar Delgado. El Tribunal ordenó suspender la emisión de dicha pauta publicitaria.
Igualmente, el candidato Ubeimar Delgado presentó una tutela contra Humberto Pava Camelo, simpatizante de Francined Cano, por la presunta vulneración de sus derechos fundamentales al buen nombre, a la honra, a la imagen pública, la dignidad y la posibilidad de acceder a cargos de elección popular, ya que el mencionado locutor en su programa radial 'Supernoticias' y en su cuenta de Twitter se había dedicado a lanzar todo tipo de acusaciones contra Delgado, por lo que el Juzgado Décimo Administrativo de Cali falló a favor del demandante, conminando a Pava Camelo a precisar y rectificar la información que había venido difundiendo, entre ellas la acusación y posterior cárcel que pagó Delgado por el caso del Club Tequendama de la ciudad de Cali. En un caso similar al de Dilian Francisca, existe también una grabación donde Pava Camelo tuvo palabras muy elogiosas sobre Ubeimar Delgado./* 7

### Polo Democrático Alternativo

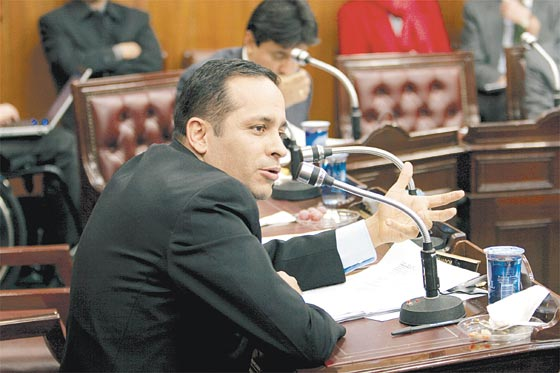
Alexander López, senador y dirigente en el Valle del Polo Democrático Alternativo.

El Polo Democrático Alternativo fue invitado por sectores de centro izquierda del Valle a la búsqueda de un candidato único que representara a la izquierda, pero estos desistieron por sus diferencias con el Movimiento Progresistas. Una de las primeras opcionadas para ser la candidata del Polo era María Isabel Urrutia, quien ya había recibido el aval gracias a Alexander López para la Alcaldía de Cali en las pasadas elecciones donde obtuvo cerca de 80.000 votos; sin embargo perdió el apoyo del partido por su cercanía con el Movimiento Progresistas de Gustavo Petro. En su lugar, designaron a Carlos Arbey González como candidato único de su partido.
Carlos Arbey González es Sociólogo y docente de la Universidad del Valle desde hace más de 30 años; con postgrados en desarrollo comunitario, organizacional y psicología. Desde hace 25 años es líder sindical y ha militado en el Polo Democrático Alternativo desde su fundación. A pesar de ser el candidato más preparado académicamente y a diferencia de los otros candidatos ha mantenido una coherencia ideológica y política, es totalmente desconocido para el sector empresarial y gremial del departamento, lo que argumentan le restaría capacidad de liderazgo como gobernador.

### Otras colectividades
El Movimiento MIRA anunció que no participaría en estas elecciones atípicas, en un comunicado de su vocera, la excandidata a la gobernación, Guillermina Bravo Montaño.
El sector de centro izquierda vallecaucano, liderado por personajes como el exalcalde Jorge Iván Ospina y el vicepresidente Angelino Garzón trataron de buscar un nombre que generara consenso dentro de las colectividades. Por tal razón se pensó en Navarro Wolff, pero este desistió. Se habló de nombres como María Isabel Urrutia, Franklin Legro, Jesús Piñacué y Margarita Londoño, pero no pudieron inscribirse por falta de avales, pues los movimientos Progresistas, Podemos Cali y Centro Independiente son organizaciones políticas sin personería jurídica por no tener representación en el congreso.
De los 12 avales disponibles (ocho partidos políticos y cuatro movimientos de minorías con personería jurídica) en Colombia, siete de ellos forman parte del acuerdo burocrático alrededor de Ubeimar Delgado, tres respaldan la candidatura de Francined Cano Ramírez, El Polo presentó candidato propio y el Mira decidió no participar. Por esta razón muchos precandidatos sin aval manifestaron su preocupación por el poco tiempo para recoger firmas e inscribirse por un movimiento significativo de ciudadanos, e incluso representantes del Movimiento Progresistas, organización que no cuenta con personería jurídica, inició acciones legales para ampliar el plazo de inscripción de candidatos, bajo una acción de tutela.

## Campaña por el Voto en Blanco

Imagen usada para manifestar el apoyo al voto en blanco, que se asemeja a la etiqueta del licor local.

En legislación electoral colombiana, se contempla que si el voto en blanco obtiene más del 50% de los votos válidos se deben convocar a nuevas elecciones y ninguno de los candidatos derrotados pueda participar. El único precedente en el país ocurrió en el municipio de Bello, donde en las elecciones regionales de Antioquia de 2011 el voto en blanco superó dicho umbral por una fuerte campaña de los opositores del único candidato.
Con este precedente, diversos sectores de opinión así como líderes políticos que no apoyan a ninguno de los tres candidatos inscritos han venido promoviendo el voto en blanco como una manera de protestar por la imposición de candidatos que no cuentan ni con la formación ni la experiencia para sacar al departamento de la crisis en la que está, además de que los candidatos fueron impuestos por sus jefes políticos sin contar con respaldo popular.
Representantes del Movimiento Progresistas en el Valle del Cauca han tomado la iniciativa de organizarse para promover el voto en blanco. Uno de sus líderes argumentó:

"Decidimos organizarnos para promover el voto en blanco, pero sabemos que hay otros sectores que también lo están haciendo; la idea es que nos unamos y hagamos una gran campaña sin colores políticos, para enviarle un mensaje de renovación a los vallecaucanos y para castigar a una clase política que es responsable de los problemas del Departamento y ahora se muestra como su salvadora”
Jaime Sierra, ex defensor del Paciente de Cali

El mismo Jaime Sierra interpuso una acción de tutela ante el Tribunal Contencioso Administrativo del Valle del Cauca, buscando que se aplazaran las elecciones atípicas, dando el tiempo que contempla la ley para que los movimientos significativos de ciudadanos recojan firmas para inscribir candidatos o para promover el voto en blanco. Dicho tribunal negó su competencia sobre el hecho, argumentando que debe ser la Corte Constitucional, quien debe pronunciarse de fondo. Ante esto, el demandante anunció que impugnará esa decisión, así como pedirá como medida cautelar que se suspenda el proceso electoral hasta que se defina esta demanda.
Rosalía Correa, directora del observatorio Cali Visible de la Pontificia Universidad Javeriana Argumenta hechos como la saturación por los escándalos que han sacudido al Departamento en los últimos tres años, el malestar acumulado de los vallecaucanos con la clase política regional y la polarización entre “buenos” y “malos”, sumado a la falta de candidatos de opinión, como factores para impulsar el voto en blanco.
Otros sectores que se han sumado a la iniciativa del voto en blanco han sido dirigentes del Partido Liberal, entre ellos Miguel Yusty, Jorge Restrepo y Mauricio Cabrera quienes anunciaron oficialmente que promoverán el voto en blanco, y se quejaron ante el director de la colectividad, Simón Gaviria por la forma como fue elegida el candidato de la Unidad Vallecaucana Igualmente, diferentes personalidades de la región, como Ramiro Varela, Luis Fernando Cruz, Rosalía Correa y María Isabel Urrutia se han sumado a la iniciativa, promoviendo el voto en blanco como "El cuarto candidato".

"No es cierto que el voto en blanco salga caro, lo único que busca es la derrota ala abstención, una buena democracia y el fin de la crisis política del Departamento".
Promotores del voto en blanco.

Este descontento se ha hecho evidente en el constante aumento del voto en blanco en las últimas elecciones, lo mismo que el porcentaje de abstención, que ha superado la mitad del potencial electoral.
|  | 5,01 % |

|  | 54,49 % |

|  | 7,37 % |

|  | 50,11 % |

|  | 11,09 % |

|  | 49,10 % |

## Debates
El único debate cara a cara entre los tres candidatos se llevó a cabo del 14 de junio por el Noticiero 90 Minutos, en el estudio de televisión de la Universidad Autónoma de Occidente desde donde se produce el informativo regional. Dicho debate fue transmitido por fracciones durante cuatro días.
La primera emisión del 15 de junio los candidatos tuvieron la oportunidad de preguntarse entre sí. El primero en preguntar fue Francined Cano, al cuestionarle a Ubéimar Delgado si tenía título profesional. Fue en dicha pregunta donde después de muchas especulaciones al respecto, Delgado admitió que no tiene título profesional. Esta confesión posteriormente motivó una denuncia penal por falsedad en documento público. Posteriormente, Delgado le cuestionó a Cano acerca de la financiación de su campaña, donde quería dejar entrever que Cano estaba recibiendo apoyo de narcotraficantes y grupos mafiosos, afirmaciones que el cuestionado negó. El último en preguntar fue Carlos González, quien también le preguntó a Cano por su salto de un partido a otro por un aval. Cano le contestó que el no iba a gobernar con su partido, y que sólo lo estaba usando con un aval.
En la segunda entrega del 19 de junio, las preguntas fueron elaboradas por el equipo de redacción del noticiero, e incluyeron temas como la seguridad del departamento, la Industria de Licores del Valle, el TLC, la situación financiera del departamento y la integración con los municipios del norte. En la tercera entrega del 20 de junio, las preguntas fueron seleccionadas de ciudadanos de diferentes partes del departamento. A los candidatos se les preguntó al azar por temas como la educación pública, educación superior para la población del centro del departamento y la crisis de los hospitales públicos. La última entrega del debate, el 21 de junio incluyeron preguntas formuladas a través de redes sociales. Se les preguntó al azar por la recuperación de la imagen y la credibilidad del departamento, la relación del candidato con grupos de narcotraficantes y la corrupción.

## Encuestas
Se proyecta que estas elecciones atípicas alcanzarían un 74% de abstención, debido a que muchas personas aún desconocen que se van a llevar a cabo elecciones, y otras no conocen a los candidatos o no los convence ninguno de ellos.
|  | 37,6 % |

|  | 8,4 % |

|  | 5,2 % |

|  | 32,7 % |

|  | 16,0 % |

## Riesgo de fraude electoral

Municipios alertados por riesgo de fraude electoral

En las recientes procesos electorales del Valle del Cauca, se han denunciado escándalos de corrupcción de la registraduría, trashumancia, compra de votos y otros delitos electorales que han influido en los resultados. Estas elecciones no han sido la excepción y la ONG Misión de Observación Electoral presentó un mapa de riesgo electoral en 23 de los 42 municipios, clasificándolos en vigilancia media, alta y prioritaria:
- Vigilancia media: Ansermanuevo, Argelia, Buga, Calima, Candelaria, Florida, El Cerrito, El Dovio, Pradera, Riofrío, Toro, Trujillo, Vijes y Yumbo
- Vigilancia alta: Alcalá, Buenaventura, Cartago, Dagua, Jamundí, Sevilla y Tuluá.
- Vigilancia prioritaria: Cali y Palmira.

Cali y Palmira son los municipios que presentan mayor riesgo, especialmente por su censo electoral que resulta definitivo en las elecciones. Para combatir el fraude, el Valle del Cauca fue uno de los primeros departamentos en probarse el sistema de identificación biométrica, así como la registraduría ha anunciado el nombramiento de registradores ad hoc de otras regiones del país.
El 30 de junio, un día antes de las elecciones, las autoridades descubrieron un montaje técnico que al parecer pretendía alterar los resultados electorales. Entre los seis capturados, la policía identificó gente cercana al Movimiento MIO y a Juan Carlos Martínez Sinisterra, que pretendían favorecer la candidatura de Francined Cano. Posteriormente se conoció que personal de la Registraduría y el Consejo Nacional Electoral estarían entre los involucrados, así como estos habían visitado la casa de Martínez Sinisterra.

## Resultados
| Partido              | Partido                                 | Candidato              | Votación | Porcentaje |
| -------------------- | --------------------------------------- | ---------------------- | -------- | ---------- |
| C                    | Partido Conservador                     | Ubeimar Delgado        | 262.496  | 44.59%     |
|                      | Partido de la U                         | Ubeimar Delgado        | 262.496  | 44.59%     |
| L                    | Partido Liberal                         | Ubeimar Delgado        | 262.496  | 44.59%     |
|                      | Partido Cambio Radical                  | Ubeimar Delgado        | 262.496  | 44.59%     |
|                      | Partido Verde                           | Ubeimar Delgado        | 262.496  | 44.59%     |
|                      | Alianza Social Independiente            | Ubeimar Delgado        | 262.496  | 44.59%     |
| AICO                 | Autoridades Indígenas de Colombia       | Ubeimar Delgado        | 262.496  | 44.59%     |
| MIO                  | Movimiento de Inclusión y Oportunidades | Francined Cano Ramírez | 170.031  | 28.88%     |
| PIN                  | Partido de Integración Nacional         | Francined Cano Ramírez | 170.031  | 28.88%     |
|                     | Movimiento Afrovides                    | Francined Cano Ramírez | 170.031  | 28.88%     |
|                      | Polo Democrático Alternativo            | Carlos Arbey González  | 23.254   | 3.95%      |
| Votos en blanco      | Votos en blanco                         | Votos en blanco        | 132.906  | 22,58%     |
| Votos nulos          | Votos nulos                             | Votos nulos            | 15.477   | 2,54%      |
| Tarjetas no marcadas | Tarjetas no marcadas                    | Tarjetas no marcadas   | 5.132    | 0,84%      |